# スティルウォーター郡 (モンタナ州)
スティルウォーター郡（英: Stillwater County）は、アメリカ合衆国モンタナ州の南部に位置する郡である。2010年国勢調査での人口は9,117人であり、2000年の8,195人から11.3％増加した。郡庁所在地はコロンバス（人口1,893人）であり、同郡で人口最大の自治体でもある。

## 地理
アメリカ合衆国国勢調査局に拠れば、郡域全面積は1,805平方マイル (4,674 km2)であり、このうち陸地は1,795平方マイル (4,649 km2)、水域は10平方マイル (25 km2)で水域率は0.53％である。

### 主要高規格道路
- 州間高速道路90号線
- アメリカ国道10号線（旧道）
- モンタナ州道78号線

### 隣接する郡
- ゴールデンバレー郡 - 北
- イエローストーン郡 - 東
- カーボン郡 - 南
- パーク郡 - 南西
- スウィートグラス郡 - 西

### 国立保護地域
- カスター国立の森（部分）
- ヘイルストーン国立野生生物保護区
- ハーフブリード湖国立野生生物保護区

## 人口動態
以下は2000年国勢調査による人口統計データである。
| 基礎データ - 人口: 8,195人 - 世帯数: 3,234 世帯 - 家族数: 2,347 家族 - 人口密度: 2人/km2（5人/mi2） - 住居数: 3,947軒 - 住居密度: 1軒/km2（2軒/mi2） 人種別人口構成 - 白人: 96.82% - アフリカン・アメリカン: 0.13% - ネイティブ・アメリカン: 0.70% - アジア人: 0.21% - 太平洋諸島系: 0.02% - その他の人種: 0.94% - 混血: 1.18% - ヒスパニック・ラテン系: 2.01% 先祖による構成 - ドイツ系：29.7％ - ノルウェー系：11.8％ - イギリス系：10.8％ - アイルランド系：10.6％ - アメリカ人：6.8％ 年齢別人口構成 - 18歳未満: 25.3% - 18-24歳: 5.7% - 25-44歳: 26.9% - 45-64歳: 27.6% - 65歳以上: 14.5% - 年齢の中央値: 41歳 - 性比（女性100人あたり男性の人口） - 総人口: 104.05 - 18歳以上: 102.8 | 世帯と家族（対世帯数） - 18歳未満の子供がいる: 32.6% - 結婚・同居している夫婦: 64.6% - 未婚・離婚・死別女性が世帯主: 5.0% - 非家族世帯: 27.4% - 単身世帯: 24.1% - 65歳以上の老人1人暮らし: 9.6% - 平均構成人数 - 世帯: 2.48人 - 家族: 2.94人 収入と家計 - 収入の中央値 - 世帯: 39,205米ドル - 家族: 45,238米ドル - 性別 - 男性: 32,148米ドル - 女性: 19,271米ドル - 人口1人あたり収入: 18,468米ドル - 貧困線以下 - 対人口: 9.8% - 対家族数: 6.2% - 18歳未満: 12.2% - 65歳以上: 9.2% |

## 都市と町

### 町
- コロンバス - 郡庁所在地

### 国勢調査指定地域
- アブサロキー
- パークシティ
- リードポイント

### その他の町
- フィッシュテイル
- ナイ
- モルト
- レイプリエ